# Stylidium delicatum
Stylidium delicatum är en tvåhjärtbladig växtart som beskrevs av Anthony R. Bean. Stylidium delicatum ingår i släktet Stylidium och familjen Stylidiaceae. Inga underarter finns listade i Catalogue of Life.